# Vesicularia perviridis
Vesicularia perviridis är en bladmossart som beskrevs av C. Müller 1896. Vesicularia perviridis ingår i släktet Vesicularia och familjen Hypnaceae. Inga underarter finns listade i Catalogue of Life.